# 山口れお
 山口れお（やまぐち れお、1976年 - ）は東京都 日野市出身のトランペット奏者・バンドディレクター・音楽監修。
日野市立第三中学校卒業。東京音楽大学にてトランペットを専攻。同大学卒業演奏会・ヤマハ新人演奏会・サントリーホール デビューコンサート「RAINBOW21」に出演。日本クラシック音楽コンクール全国大会にて3位入賞（1，2位なし。）
現在、フリー奏者として多方面で活動中。金管アンサンブル「Orgia Brass Eensemble」主催。トランペットを在原豊と津堅直弘に師事。指揮、合奏法を小久保大輔に師事。
一般楽団や学校の部活動での合奏指導、映画やドラマなどメディアでの音楽監修・指導、トランペット奏者としてTVCMや劇伴の録音に参加するなど幅広く活動。
大学の先輩でもある作曲家、巨匠・吉田ゐさおが率いる『吉田ゐさおwithぴーかぶぅオーケストラ』リーダー兼音楽監修。
2003年、劇場映画「スウィングガールズ」（矢口史靖監督,2004年公開）へバンドディレクターとして参加し、上野樹里をはじめとする総勢17名のビッグバンド「スウィングガールズ&ア・ボーイ」の指導を行う。
その後、映画プロモーションのために関東・東北各地・ニューヨーク・ロサンゼルスで行われたライブ演奏、TV 番組出演など各演奏活動でも指導・指揮を務める。
2004年12月27日,28日に行われた「SWING GIRLS First & Last Concert」へは指導・指揮に加えて《 Orgia Brass Ensemble》として参加。

## 主な関連作品
- TVドラマ
  - 『愛くるしい』（'05年）
  - 『ドラゴン桜』（'05）
  - 『花より男子リターンズ』（'07）
  - 日曜劇場『仰げば尊し』（'17）
  - 『366日』（'24）  etc..
- TV
  - 『カスペ！部活！芸能人ビックバンド部』（'06）
  - 『オトッペ』
  - 『おかあさんといっしょ』  etc..
- 映画
  - 『スウィングガールズ』（'04）
  - 『涙そうそう』（'06）
  - 『イエスタデイズ』（'07）
  - 『蜜蜂と遠雷』（'19）
  - 『オトッペ　パパ・ドント・クライ』（'21）
  - 『耳をすませば』（'22）  etc..
- CM
  - 『京都銀行』
  - 『ワコール』
  - 『メルペイ』
  - 『ロキソニン』  etc..
- DVD
  - 『マナカナのトランペットを吹きたい人の教則DVD』（ヤマハ）
  - 『Swing Girls First&Last Concert』（ポニーキャニオン）
  - 『GODAIGO 2007 Tokyo 新創世記』（ユニバーサル）  etc..